# Sami Zayn
Rami Sebei (árabe: رامي سبعي; Laval, 12 de julho de 1984) é um lutador profissional canadense. Ele está atualmente assinado com a WWE, onde atua na marca SmackDown sob o nome no ringue de Sami Zayn.
Antes de ingressar na WWE, Sebei lutou pelo Ring of Honor sob o nome de ringue El Generico, usando o personagem de um luchador do México com a frase de efeito "Olé!". Ele lutou mascarado desde sua estreia em 2002 até 2013. Ao assinar com a WWE, ele começou a lutar sem máscara, eventualmente vencendo o Campeonato do NXT enquanto estava na marca de desenvolvimento da WWE NXT, e depois de ser promovido ao plantel principal, ele se tornaria três vezes Campeão Intercontinental. A partir de 2022, a popularidade de Sebei com os fãs começou a aumentar devido ao seu trabalho aclamado pela crítica com The Bloodline.
Sebei alcançou muito sucesso no Pro Wrestling Guerrilla (PWG) como duas vezes Campeão Mundial da PWG e cinco vezes Campeão Mundial de Duplas. Ele é a única pessoa a ter vencido os dois torneios anuais do PWG, o Dynamite Duumvirate Tag Team Title Tournament em 2010 e a Battle of Los Angeles em 2011. Ele também conquistou o Campeonato Mundial de Televisão da ROH e o Campeonato Mundial de Duplas da ROH como parte de uma equipe com Kevin Steen, com quem mais tarde ganhou o prêmio Feud of the Year de 2010 do Wrestling Observer Newsletter. Ele também é duas vezes Campeão Mundial dos Pesos Pesados da IWS pela International Wrestling Syndicate (IWS), com sede em Montreal. Tendo lutado internacionalmente, ele ganhou o Campeonato Mundial Unificado de Wrestling da wXw na Alemanha e o Campeonato KO-D Openweight do DDT Pro-Wrestling no Japão.

## Início de vida
Rami Sebei nasceu em 12 de julho de 1984, em Laval, Quebec. Seus pais são imigrantes sírios no Canadá, tendo se mudado de Homs na década de 1970.

## Carreira na luta livre profissional

### Estréia e International Wrestling Syndicate (2002–2009)
Sebei treinou com Jerry Tuite e Savio Vega e fez sua estreia na luta profissional em 1º de março de 2002, para a promoção FLQ em Quebec como Stevie McFly. Em 14 de julho de 2002, como El Generico, ele fez sua estreia no International Wrestling Syndicate (IWS) no evento Scarred For Life em uma vitória por contagem. Em 18 de outubro de 2003, no Blood, Sweat and Beers, Generico perdeu para Carl Ouellet em uma luta three-way também envolvendo Kevin Steen. Em 15 de novembro no Payback's A Bitch, El Generico derrotou Kevin Steen em sua primeira luta individual um contra o outro. IWS realizou seu show "V" de quinto aniversário em 15 de junho de 2004, no Le SPAG, onde Generico derrotou PCO em uma luta pelo título IWS por seu primeiro Campeonato Mundial dos Pesos Pesados da IWS, apenas para ter Kevin Steen recuperando a ser o desafiante número um conquistado anteriormente em a noite contra o Excess 69. Generico perdeu para Steen pelo Campeonato Mundial dos Pesos Pesados da IWS.
Em 11 de setembro no CZW High Stakes II, Generico, Steen e Excess 69 perderam para SeXXXy Eddy em uma luta IWS four-way que foi escolhida não oficialmente como "CZW Match of the Year". Em 20 de agosto de 2005, no Extreme Dream II, Generico perdeu para Chris Bishop na partida final do Extreme Dream Tournament pelo Campeonato do Canadá da IWS. Em 16 de fevereiro de 2008, Generico derrotou Kevin Steen pelo Campeonato Mundial dos Pesos Pesados da IWS no Violent Valentine. Em 22 de março, no Know Your Enemies, Generico perdeu o Campeonato Mundial dos Pesos Pesados da IWS para Steen em uma luta three-way também envolvendo Max Boyer.

### Pro Wrestling Guerrilla (2004–2013)
Em 2004, os membros do IWS começaram a fazer aparições na popular empresa independente Pro Wrestling Guerrilla (PWG). El Generico conquistou o Campeonato Mundial de Duplas cinco vezes com quatro parceiros diferentes: com Human Tornado como 2 Skinny Black Guys, Quicksilver como Cape Fear, Kevin Steen e Paul London como ¡Peligro Abejas!. Generico também é o único participante a aparecer consecutivamente nos primeiros oito torneios Battle of Los Angeles de 2005. Em 24 de fevereiro de 2007, Generico derrotou o ex-parceiro Tornado para ganhar o Campeonato Mundial da PWG durante sua disputa pelo título com Cape Fear. Mais tarde naquele ano, enquanto Generico ainda era campeão mundial, ele e Steen derrotaram PAC e Roderick Strong pelos cinturões, tornando Generico o único homem na história do PWG a deter os títulos mundial e mundial de duplas não uma, mas duas vezes ao mesmo tempo.
Em meados de 2009, Generico entrou em uma longa rivalidade com a dupla Men of Low Moral Fiber, composta por Kenny Omega e Chuck Taylor, recrutando Colt Cabana, o árbitro Rick Knox e o ex-parceiro Human Tornado (efetivamente reunindo 2 Skinny Black Guys) para ficar ao seu lado. No evento do sexto aniversário da PWG, Threemendous II, 2 Skinny Black Guys derrotaram os atuais campeões The Young Bucks em uma luta sem título, dando aos Bucks sua primeira derrota de duplas em quase um ano e meio. Em 21 de novembro, durante a segunda noite da Battle of Los Angeles de 2009, Generico e Kevin Steen perderam uma luta pelo título contra o Bucks. Mais tarde, ele e Cabana salvaram o novo Campeão Mundial da PWG Kenny Omega de Brian Kendrick e dos Bucks e fizeram as pazes com ele, pois agora tinham um inimigo em comum.
Em 9 de maio de 2010, Generico se juntou a "Intrepid Traveler" Paul London para formar uma dupla conhecida como ¡Peligro Abejas! (traduzido como Danger Bees!) no quarto torneio anual Dynamite Duumvirate Tag Team Title Tournament de oito times. Depois de derrotar Chuck Taylor e Scott Lost na primeira rodada e os Briscoe Brothers (Jay e Mark) nas semifinais, Generico e London derrotaram os Young Bucks nas finais do torneio para ganhar não apenas o DDT4, mas também o Campeão Mundial de Duplas da PWG, quinta vez que Generico detém o título. Em 11 de dezembro de 2010, El Generico ganhou uma chance pelo Campeonato Mundial da PWG, quando ¡Peligro Abejas! defendeu com sucesso o Campeonato Mundial de Duplas da PWG contra Chris Hero e o Campeonato Mundial da PWG, Claudio Castagnoli, a equipe conhecida coletivamente como The Kings of Wrestling. Generico recebeu sua chance pelo Campeonato Mundial da PWG em 29 de janeiro de 2011, durante o fim de semana da WrestleReunion 5, mas foi derrotado por Castagnoli. Em 9 de abril, El Generico se juntou a Ricochet, que substituiu London, que não pôde comparecer ao evento, em uma partida, onde perderam o Campeonato Mundial de Duplas da PWG de volta para The Young Bucks. Em 20 de agosto, Generico entrou na Battle of Los Angeles de 2011, derrotando Claudio Castagnoli e Willie Mack na primeira rodada e nas semifinais. Mais tarde naquela mesma noite, Generico derrotou o antigo rival Kevin Steen nas finais para vencer o torneio, tornando-se a primeira pessoa a vencer os Campeonatos Mundial e Mundial de Duplas da PWG, bem como os torneios DDT4 e Battle of Los Angeles. No processo, Generico também ganhou uma luta pelo Campeonato Mundial da PWG de Steen. Em 22 de outubro, El Generico derrotou Steen em uma luta de escadas, após interferência externa de The Young Bucks, para vencer o Campeonato Mundial da PWG pela segunda vez. Em 17 de março de 2012, El Generico perdeu novamente o título para Steen em uma luta three-way, que também incluiu Eddie Edwards. Depois de fechar um acordo com a WWE, El Generico fez sua aparição de despedida na PWG em 12 de janeiro de 2013, quando ele e Kevin Steen entraram no torneio Dynamite Duumvirate Tag Team Title de 2013. Após vitórias sobre os Briscoe Brothers e Future Shock (Adam Cole e Kyle O'Reilly), El Generico e Steen foram derrotados nas finais do torneio pelo The Young Bucks.

### Chikara (2005–2011)

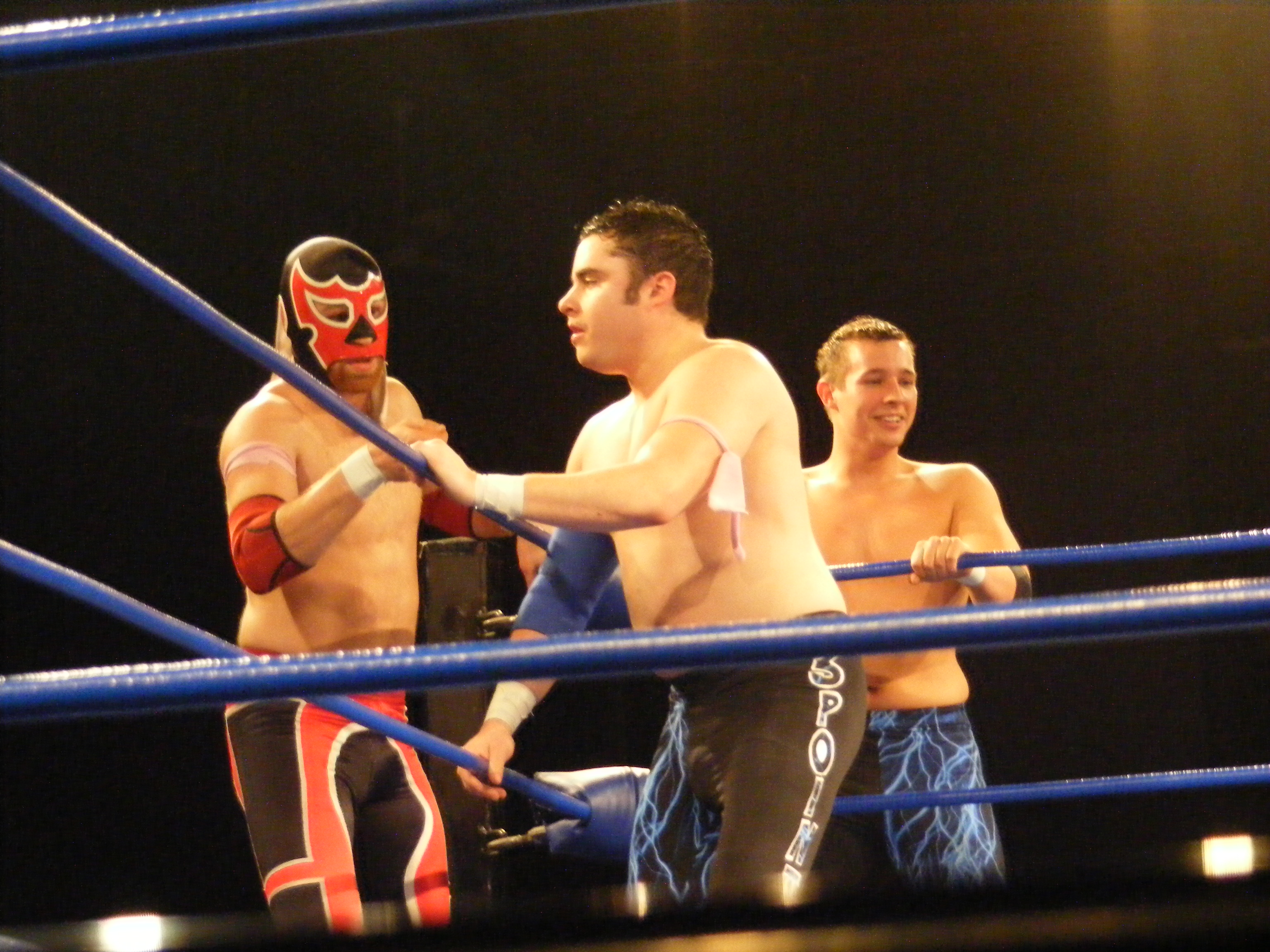
(Da esquerda para a direita) El Generico, Shane Matthews e Scott Parker como ¡3.0lé! durante o King of Trios 2011 em abril de 2011.

Em 19 de fevereiro de 2005, El Generico fez sua estreia na promoção Chikara, com sede na Filadélfia, Pensilvânia, participando do Tag World Grand Prix de 2005, onde se juntou a Kevin Steen como Team IWS. A equipe chegou às quartas de final do torneio, antes de ser derrotada pelos SuperFriends (Chris Hero e Mike Quackenbush).
El Generico voltou a Chikara três anos depois para participar do King of Trios de 2008, onde se juntou ao Player Uno e Stupefied, novamente, como Team IWS. Depois de derrotar o F1rst Family (Arik Cannon, Darin Corbin e Ryan Cruz) em sua partida da primeira rodada em 1º de março, o Team IWS foi eliminado do torneio no mesmo dia por Los Luchadores de Mexico (Incognito, Lince Dorado e El Pantera), que venceu o torneio inteiro. No ano seguinte, em 27 de março, El Generico voltou para o King of Trios de 2009, desta vez se unindo a Matt e Nick Jackson como Team PWG. Eles foram eliminados do torneio na primeira rodada por The Osirian Portal (Amasis, Escorpion Egipcio e Ophidian). No dia seguinte, El Generico entrou no torneio Rey de Voladores, mas foi derrotado por Kota Ibushi em sua partida semifinal de eliminação de quatro vias, que também incluiu Jigsaw e Nick Jackson. Na terceira noite do torneio, El Generico foi derrotado por Arik Cannon em uma partida individual.

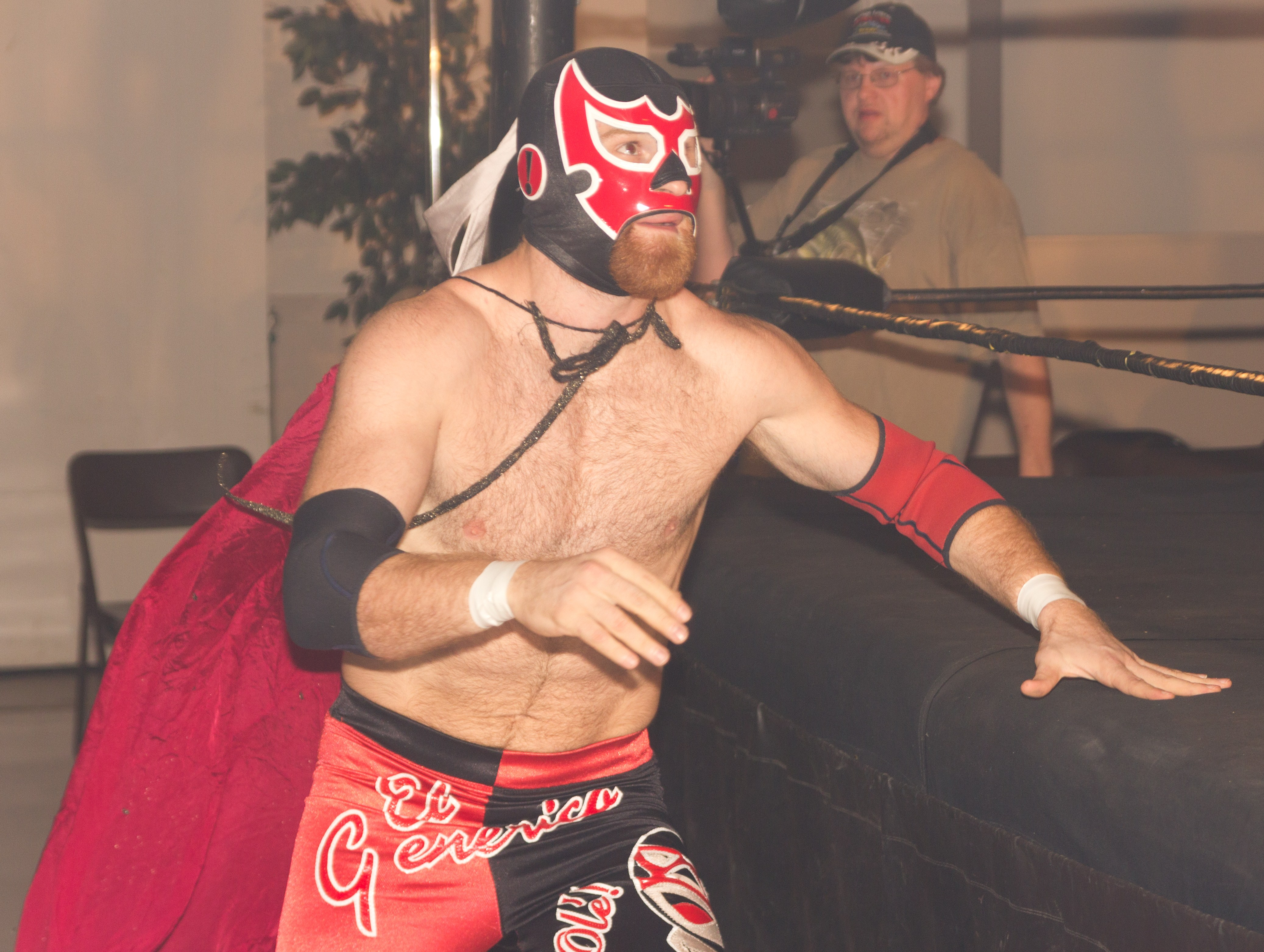
El Generico aparecendo em um show Chikara em 2013.

A próxima aparição de El Generico pelo Chikara ocorreu quase dois anos depois, em 23 de janeiro de 2011, quando ele enfrentou Eddie Kingston em uma derrota. Para o King of Trios de 2011, El Generico se juntou a 3.0 (Scott Parker e Shane Matthews) para formar ¡3.0le!. A equipe foi eliminada do torneio na primeira rodada por The Osirian Portal (Amasis, Hieracon e Ophidian). No dia seguinte, El Generico entrou em seu segundo Rey de Voladores e derrotou Pinkie Sanchez, Zack Saber Jr. e Marshe Rockett em sua partida semifinal de eliminação de quatro vias para se qualificar para as finais do dia seguinte. No dia seguinte, El Generico derrotou o Kid 1–2–3 nas finais para vencer o Rey de Voladores 2011. El Generico voltou a Chikara em 30 de julho de 2011, quando reuniu ¡3.0le! com Scott Parker e Shane Matthews em uma luta de duplas de seis homens, onde derrotaram o F.I.S.T. (Chuck Taylor, Icarus e Johnny Gargano). No dia seguinte ¡3.0le! foi derrotado pelo Spectral Envoy (Frightmare, Hallowicked e UltraMantis Black) em uma luta de trios.

### Ring of Honor (2005 – 2012)
El Generico lutou pela primeira vez na Ring of Honor em 2005, sendo derrotado por Eddie Vegas em uma fatal four way match no Do Or Die IV, que contou também com Arik Cannon e Josh Daniels. Ele se juntou com o Ring Crew Express (Dunn e Marcos), no Trios Tournament 2005, sendo derrotados pelos Rottweilers. No Stalemate, Generico perdeu para Roderick Strong, e em seguida, se uniu a Sal Rinauro contra a Embassy no New Frontiers, mas foram derrotados. El Generico foi derrotado por Austin Aries no Fate of an Angel e conseguiu sua primeira vitória contra Kevin Steen no The Homecoming. Sua última luta pela ROH neste período foi contra Homicide no Dragon Gate Invasion, onde saiu mais uma vez derrotado.

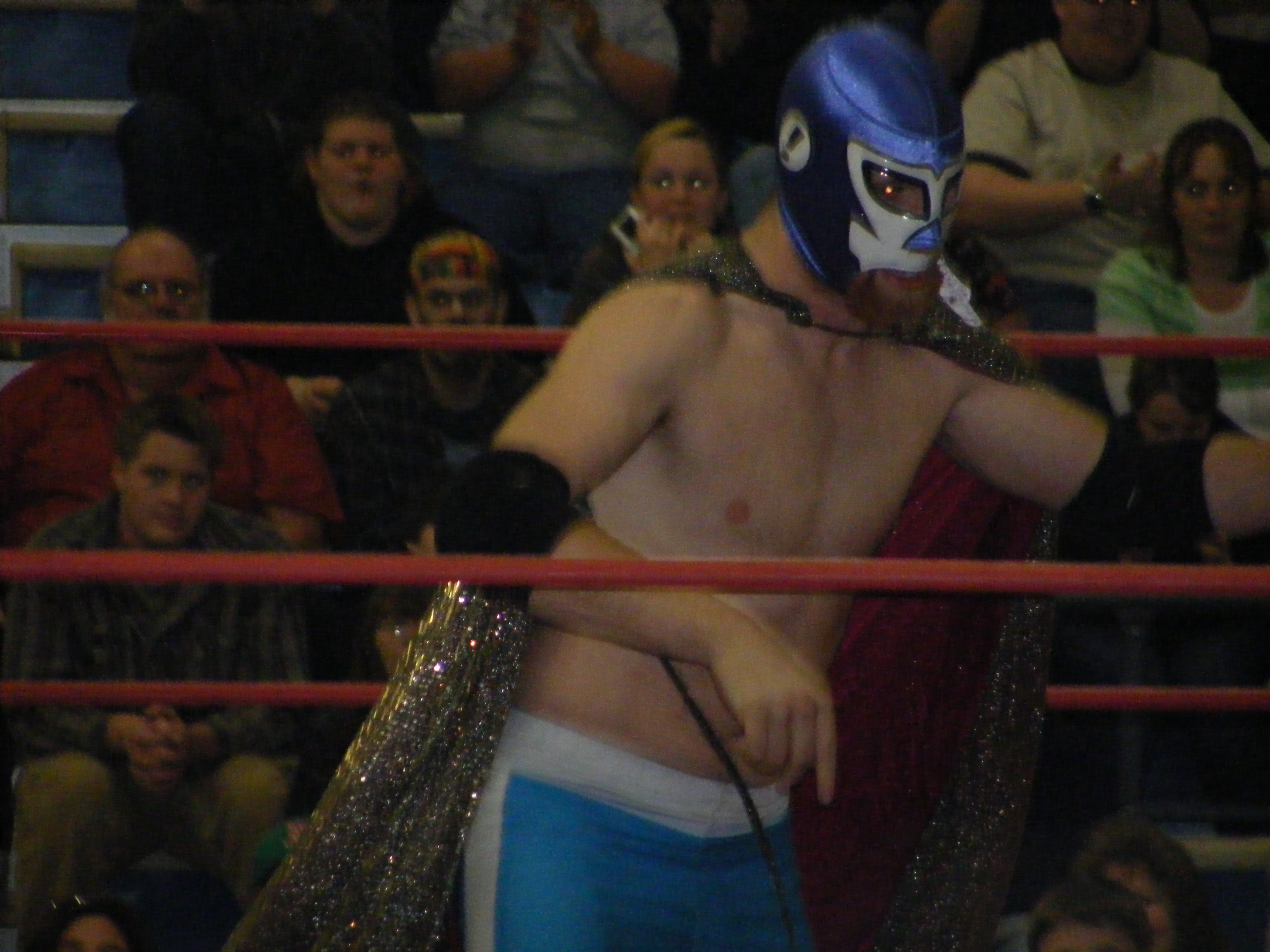
Generico em 2008

Generico voltou a ROH no final de 2006, fazendo uma aparição no Dethroned, onde foi derrotado por Brent Albright. Depois disso, ele participou um de uma four corner survival match vencida por Jimmy Rave no Final Battle 2006, a luta também contou com Christopher Daniels e Davey Richards.
Em 2007, El Generico formou uma tag team permanente com Kevin Steen, estreando contra os Briscoe Brothers, no Fifth Year Festival: Philadelphia. Muito parecida com lutas anteriores, eles seriam derrotados neste encontro, mas Generico e Steen tiveram uma exibição memorável que, rendeu lhes um lugar permanente no plantel da ROH. Ao longo de 2007, as duas equipes rivalizaram, tendo várias lutas memoráveis, incluindo um grande combate no Driven. A rivalidade chegou ao fim após uma brutal street fight match no Death Before Dishonor V: Night 1, uma steel cage match no Caged Rage, uma 2-Out-of-3 Falls match no Manhattan Mayhem 2, e uma ladder war match no Man Up. Este último combate tornou-se o Main Event do terceiro pay-per-view da ROH.
Também durante este tempo, Generico participou do torneio Race To The Top, ele derrotou Delirious, Chris Hero e Davey Richards, respectivamente. Na final do torneio foi derrotado por Claudio Castagnoli.
Após a rivalidade com os Briscoes encerrada, Generico e Steen passaram vários meses rivalizando com Hangmen Three em uma rivalidade que durou até 2008. Eles também foram atrás do título de tag team, mas a chance para disputá-lo veio somente após um torneio no Up For Grabs.
Generico levou o ROH World champion Nigel McGuinness ao limite no Age Of Insanity, mas foi derrotado após um London Dungeon.
Em 19 de setembro de 2008, Generico e Steen finalmente ganharam o ROH World Tag Team Championship, derrotando The Age of the Fall no Driven.
Generico perdeu sua segunda luta para McGuinness no Glory By Honor VII. Generico foi derrotado mais uma vez por McGuinness no Caged Collision. Em 10 de abril de 2009, em uma gravação do Ring of Honor Wrestling, Generico e Steen foram derrotados pelos American Wolves (Eddie Edwards e Davey Richards) e consequentemente perderam os cinturões. Generico, em seguida, sofreu uma lesão no joelho e danos no ligamento colateral medial.

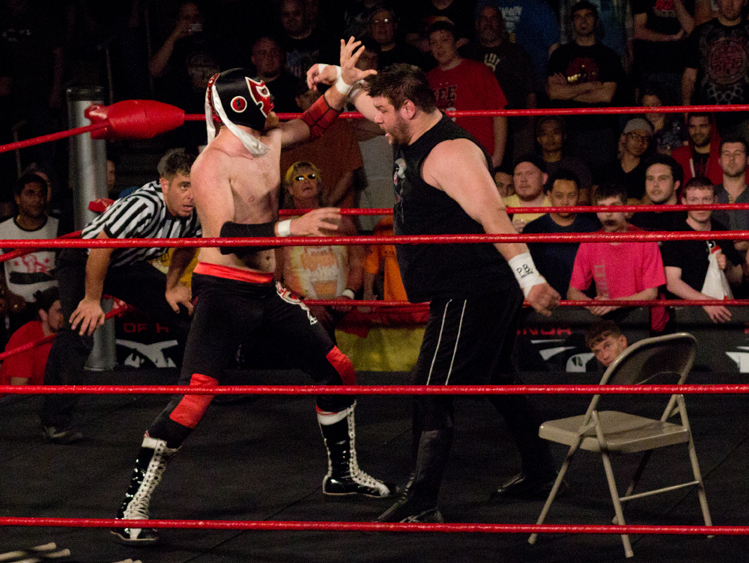
Generico e Kevin Steen rivalizaram por dois anos na Ring of Honor.

Em 19 De Dezembro de 2009, no Final Battle 2009, primeiro pay-per-view ao vivo da ROH, depois de uma derrota para os Young Bucks, Steen fez seu heel turn atacando El Generico. Ele, então, formou uma equipe com Colt Cabana e juntos os dois começaram uma rivalidade com Steen e seu novo parceiro Steve Corino. No pay-per-view seguinte, The Big Bang!, Generico e Cabana derrotaram Steen e Corino por desqualificação, quando Steen atingiu com uma cadeira o seu ex-parceiro. Em 19 de junho no Death Before Dishonor VIII, Steen derrotou El Generico em uma singles match. Em 11 de setembro no Glory By Honor IX, Generico e Cabana derrotaram Steen e Corino em uma double chain match, quando Cabana forçou Corino a realizar o tap out. Após a partida Steen atacou El Generico e o desmascarou. Em 18 de dezembro no Final Battle 2010, El Generico e Steen encerraram sua longa rivalidade em uma unsanctioned fight without honor match, onde Generico colocou a máscara em jogo contra carreira de Steen na ROH. Nas semanas que antecederam o evento, Generico estreou um novo personagem mais "dark" e uma roupa toda preta. No final, El Generico venceu a luta e, assim, forçado Steen a sair da Ring Of Honor. Em 2 de março de 2011, a ROH anunciou que El Generico havia assinado um novo contrato com a promoção.
Em 1 de abril de 2011, durante a primeira noite do Honor Takes Center Stage, El Generico foi derrotado por Michael Elgin da House of Truth, liderada por Truth Martini, após a interferência de um homem mascarado. No dia seguinte, El Generico derrotou o outro membro da House of Truth, Roderick Strong, mas foi após o luta foi atacado por Elgin e Martini. Colt Cabana tentou salvar Generico, mas foi impedido pela House of Truth, que estava em maior número. Isso levou a Christopher Daniels ir até o ringue, mas ele acabou realizando seu heel turn e atacou El Generico com o "Book of Truth" e realizou um Angel's Wings em Cabana, juntando-se, assim, a House of Truth e revelando-se como o homem que tinha custado a El Generico sua luta durante a primeira noite do pay-per-view. Em 26 de junho no Best in the World 2011, Generico derrotou Daniels para ganhar o ROH World Television Championship. Ele perderia o título para Jay Lethal no dia 13 de agosto, na primeira gravação do Ring of Honor Wrestling para o Sinclair Broadcast Group. Em 30 de março de 2012, no Showdown in the Sun, El Generico foi derrotado por Kevin Steen em uma Last Man Standing match. El Generico "desapareceu" da ROH, após isso, no entanto, em 13 de outubro no Glory By Honor XI: The Unbreakable Hope, após Steen defender com sucesso seu ROH World Championship ele recebeu um pacote contendo a máscara de El Generico. El Generico voltou a ROH pela última vez em 16 de dezembro no Final Battle 2012: Doomsday, onde desafiou em vão Steen pelo ROH World Championship em uma ladder war match.

### Japão (2007 – 2009, 2011 – 2012)
Generico viajou para o Japão durante o verão de 2007, onde trabalhou para a promoção Dragon Gate como gaijin (estrangeiro) na stable New Hazard. Ele voltou para a promoção em julho de 2008, onde ele foi anunciado como "estudante de intercâmbio" de Tozawa-Juku. El Generico fez sua terceira turnê na Dragon Gate, em outubro de 2009, quando ele lutou como um membro da stable Kamikaze.
No início de 2011, El Generico começou a fazer aparições semi-regulares para a promoção Union Pro, fazendo sua estreia em 3 de janeiro, com uma vitória sobre Shinichiro Tominaga. Em 19 de setembro, El Generico ganhou o seu primeiro título no Japão, quando ele derrotou Isami Kodaka pelo DDT Extreme Division Championship. Depois de defesas de título bem sucedidas contra Shuji Ishikawa e Sanshiro Takagi, ele perdeu o título de volta para Kodaka em 3 de janeiro de 2012. El Generico também fez algumas aparições para a promoção Dramatic Dream Team, mais notavelmente derrotou Kota Ibushi na luta de volta de Ibushi, que havia sofrido uma lesão no ombro em 4 de maio de 2012. Em 18 de agosto, El Generico lutou pela primeira vez no Nippon Budokan, derrotando o estreante Konosuke Takeshita. Em 30 de setembro, El Generico derrotou Kota Ibushi para ganhar o KO-D Openweight Championship, o principal título da DDT. El Generico fez sua primeira defesa de título bem sucedida em 21 de outubro, em uma revanche contra Ibushi. Em 25 de novembro, El Generico derrotou o KO-D Tag Team Champion Mikami para sua segunda defesa bem sucedida do KO-D Openweight Championship. Em 23 de dezembro, El Generico perdeu o KO-D Openweight Championship para Kenny Omega.

### Dragon Gate USA e Evolve (2012)
Em 31 de março de 2012, El Generico fez sua estreia pela Dragon Gate USA, quando ele derrotou Chuck Taylor, Cima, Lince Dorado, Rich Swann e Samuray del Sol em uma six-way match. Em 13 de abril, El Generico fez sua estreia na Evolve, uma promoção intimamente associada com a DGUSA, perdendo para Low Ki. Depois de mais uma derrota em 11 de maio para Ricochet, El Generico obteve sua primeira vitória na promoção em 12 de maio, derrotando Sami Callihan. El Generico, em seguida, teve duas lutas contra Samuray del Sol, o primeiro combate em 28 de junho no Evolve 14 foi ganho por Generico, e a revanche no dia seguinte no Evolve 15 foi vencido por Samuray. El Generico voltou a Dragon Gate USA em 28 de julho, quando ele e Samuray foram derrotados em um combate de tag team por AR Fox e Cima. Em 8 de setembro, El Generico e Samuray del Sol se enfrentaram novamente no Evolve 17, o combate foi ganho por El Generico. Em 4 de novembro no DGUSA Freedom Fight 2012, El Generico e Samuray derrotaram Genki Horiguchi e Ryo Saito. Os dois se uniram novamento no Evolve 18 em 8 de dezembro, onde derrotaram os Super Smash Bros. (Player Uno e Stupefied).

### Outras promoções
A partir de 2005, El Generico fez várias aparições para a promoção alemã westside Xtreme wrestling (wXw). Em 4 de março de 2012, El Generico derrotou Tommy End para vencer o torneio 2012 16 Carat Gold. Em 19 de maio, El Generico derrotou Big Van Walter pelo wXw Unified World Wrestling Championship. Em 12 de agosto de 2012, ele perdeu o título para Axel Tischer em uma four-way match, que também incluiu Bad Bones e Karsten Beck. Em outubro de 2009 El Generico viajou à Polônia para participar do evento da Do Or Die Wrestling em Varsóvia, derrotando Michael Kovac no evento principal do show. Em maio de 2010, Generico competiu no show da Capital City Championship Combat (C4), o Stand Alone. Em 23 de outubro, Generico competiu no primeiro show da Pro Wrestling Superstars em Jacksonville, Carolina do Norte, onde ele se juntou com Paul London para derrotar Joey Silvia e Jake Manning. Em 11 de janeiro de 2011, El Generico lutou em uma tryout dark match da Total Nonstop Action Wrestling (TNA) nas gravações do Impact!, sendo derrotado por Amazing Red. No dia seguinte, ele derrotou T.J. Perkins em outra dark match. Em 20 de abril de 2011, El Generico fez sua estreia sul-americana, quando ele lutou para a promoção peruana Leader Wrestling Association (LWA), contra frente para Apocalipsis, Axl e Kaiser em uma number one contender's match para definir o desafiante de Caoz, da promoção Campeón Máximo. No final, Kaiser saiu da luta vitorioso. Em 24 de abril, El Generico lutou no Chile para a Xplosion Nacional de Lucha (XNL), sendo derrotado por Crazy Sid em uma XNL Championship number one contender's three–way match, que também incluiu XL. Em 26 de fevereiro de 2012, El Generico visitou a Rússia pela primeira vez, fazendo sua estreia na Independent Wrestling Federation (IWF), onde ele enfrentou Ivan "Locomotive" Markov e venceu. No final do ano, em 16 de setembro, eles lutaram em uma revanche e desta vez Markov foi vitorioso. Em 8 de setembro de 2012, Generico fez uma aparição na Combat Zone Wrestling (CZW), desafiando, sem sucesso, Masada pelo CZW World Heavyweight Championship. Depois de assinar com a WWE, El Generico fez a sua última aparição independente em 18 de janeiro de 2013, quando ele lutou pela Hart Legacy Wrestling (HLW) em Calgary. El Generico e Samuray del Sol derrotaram Cam! Kaze e Pete Wilson, Brian Cage e Trent Barreta, e Andrew Hawkes e Ryan Rollins em uma four-way elimination match. Como resultado, os dois ganharam um lugar em uma ten man tag team match, onde se uniu com Barreta, Davey Boy Smith, Jr. e Jack Evans contra a equipe de Teddy Hart, Brian Cage, Cam!kaze, Flip Kendrick e Pete Wilson. A equipe de Generico saiu derrotada após Hart realizar o pin em Generico.

### WWE (2013 – Presente)

#### NXT Wrestling (2013 – Presente)
Em 9 de janeiro de 2013, foi relatado que Sebei tinha assinado com a WWE. No dia seguinte, foi especificado que Sebei e WWE tinham um acordo verbal, que seria assinado, após Sebei passar pelos exames médicos. Em 30 de janeiro, foi relatado que Sebei havia sido aprovado nos exames médicos e assinado oficialmente seu contrato com a WWE. Em 13 de fevereiro, Sebei fez sua estreia no território de desenvolvimento da WWE, o NXT Wrestling, mas não lutou. Na estreia no ringue de Sebei ocorreu em um evento ao vivo em 7 de março, em Tampa, Flórida, onde ele lutou em uma tag team match, desmascarado e sob seu nome real.
Sebei finalmente chegou acordo sobre o seu ring name e se chamaria Sami Zayn. Zayn fez sua estreia na televisão em 22 de maio, derrotando Curt Hawkins na primeira luta e, em seguida, desafiou e derrotou Antonio Cesaro no final do show. Na semana seguinte, ele participou de uma 18-man battle royal para determinar o desafiante pelo NXT Championship, mas foi eliminado por Mason Ryan. Em 12 de junho, Zayn sofreu sua primeira derrota por pinfall no NXT em uma revanche com Cesaro. Na julho 17, Zayn participou de outra Number One Contender Match, envolvendo Cesaro e Leo Kruger. A luta foi vencida por Kruger.  Em 31 de julho, Zayn se uniu com o NXT Champion Bo Dallas contra Cesaro e Kruger. Durante a luta, Cesaro e Zayn se confrontaram fora do ringue, e Dallas sofreu o pin de Kruger, e Dallas culpou Zayn pela derrota. Em 21 de agosto, Cesaro derrotou Zayn em uma two-out-of-three falls match para concluir a rivalidade entre eles. Ele conquistou o WWE NXT Championship em 11 de novembro de 2014 derrotando Adrian Neville no pay-per-view da NXT, NXT TAKEOVER R-Evolution, logo após o show foi atacado por Kevin Owens (Steen) iniciando uma rivalidade que culminaria no NXT TAKEOVER Rival com a vitória de Kevin Owens.

## Vida pessoal
Sebei é filho de imigrantes da Síria. Ele é muçulmano.

## No wrestling
- Movimentos de finalização
  - Como Sami Zayn
    - Helluvah Kick (versão do Big Boot, em que o adversário está encostado ao corner)
    - Koji Clutch

  - Como El Generico
    - Brainbustaaaaahhhhh!!!!! (Super Braibuster, a nuca do adversário atinge o corner, em vez do chão)[118][119]
    - Spike brainbuster[3][120]
- Movimentos secundários
  - Como Sami Zayn
    - Sunset Flip Powerbomb
    - Blue Thunder Bomb (Spin Out Power Bomb)

  - Como El Generico
    - 450° splash[1][3]
    - Cradle DDT[3][121]
    - Diving splash[119]
    - Double pumphandle transicionada em um vertical suplex powerbomb[122][123]
    - Exploder suplex, algumas vezes nos turnbuckles[1]
    - Múltiplas variações de moonsault
      - Corkscrew
      - Split–legged[3][124]
      - Standing[124]
      - Springboard[125]

    - Olé Kick (Running big boot com o oponente de pé no corner)[1][3][119][121]
    - Plancha[1]
    - Sitout scoop slam piledriver[126]
    - Somersault corner–to–corner missile dropkick[127]
    - Spin–out powerbomb[126]
    - Suicide dive transicionado em um tornado DDT[125]
    - Three–quarter nelson suplex[119][128]
- Alcunhas
  - "The Generic Luchador"[5][3]
  - "Pride of Tijuana"[3]

## Títulos e prêmios
- Association de Lutte Féminine

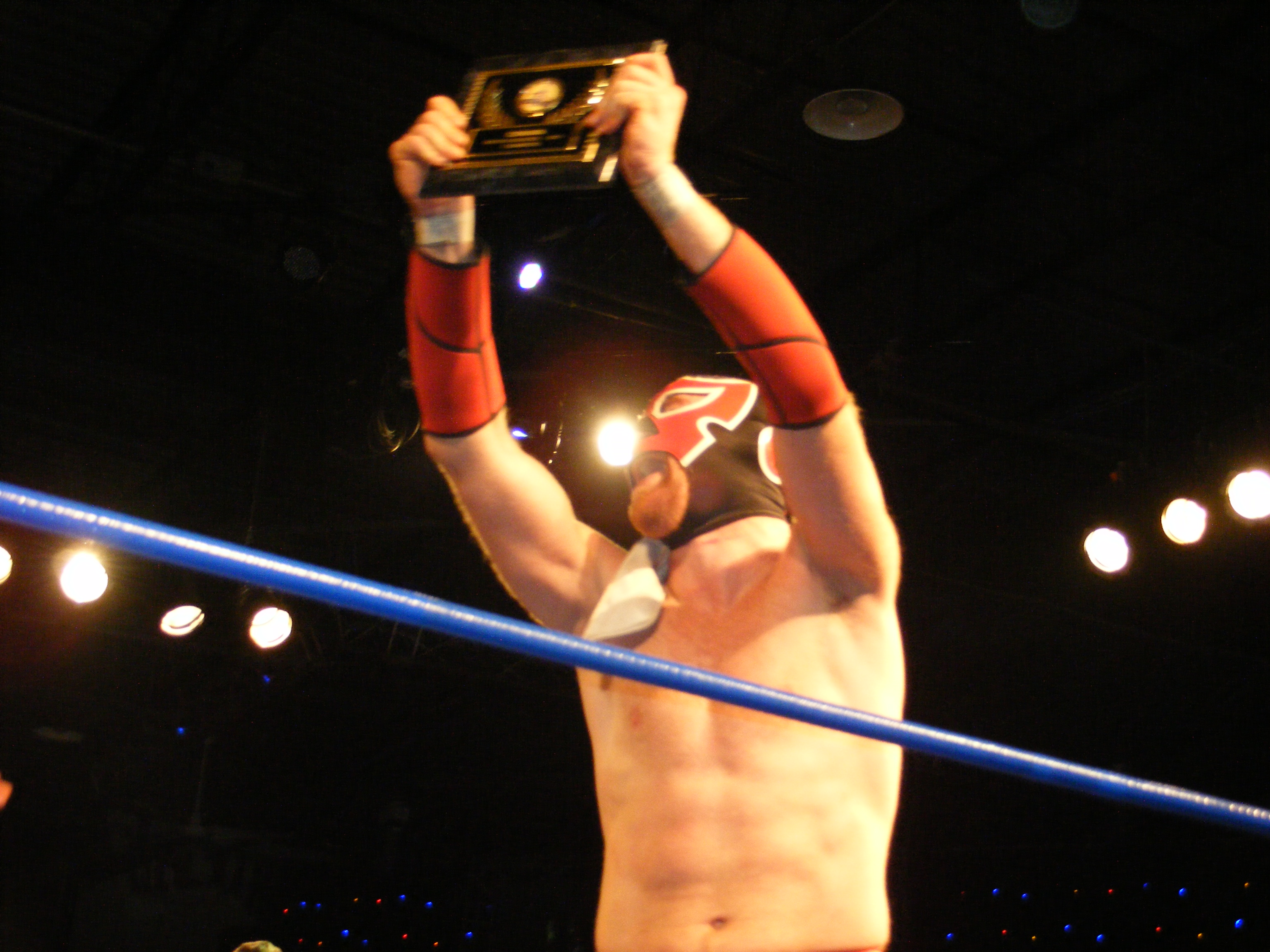
El Generico celebrando a vitória do torneio Rey de Voladores de Chikara, em abril de 2011.

  - Sherri Memorial Cup Tournament (2007) – com LuFisto
- Britannia Wrestling Promotions
  - PWI:BWP World Catchweight Championship (1 vez)
- Chikara
  - Rey de Voladores (2011)[129][130]
- Dramatic Dream Team
  - KO-D Openweight Championship (1 vez)[72]
  - Prêmio de Melhor Estrangeiro (2012)[131]
- Elite Wrestling Revolution
  - Elite 8 Tournament (2004)[132]
- GBG Wrestling
  - GBG Heavyweight Championship (1 time)[133]
- International Wrestling Syndicate
  - IWS Heavyweight Championship (2 vezes)[119]
  - IWS Tag Team Championship (1 vez) – with Twiggy[119]
- North Shore Pro Wrestling
  - NSPW Championship (1 vez)
- Pro Wrestling Guerrilla
  - PWG World Championship (2 vezes)[134]
  - PWG World Tag Team Championship (5 vezes) – com Human Tornado (1), Quicksilver (1), Kevin Steen (2) e Paul London (1)[135]
  - Battle of Los Angeles (2011)[136]
  - Dynamite Duumvirate Tag Team Title Tournament (2010) – com Paul London[137]
- Pro Wrestling Illustrated
  - PWI o colocou na 46ª posição dos 500 melhores lutadores individuais de 2011[138]
- Pro Wrestling Prestige
  - PWP Heavyweight Championship (1 vez)
- Puerto Rico Wrestling Association
  - PRWA Caribbean Championship (1 vez)[139]
- Ring of Honor
  - ROH World Tag Team Championship (1 vez) – com Kevin Steen[41]
  - ROH World Television Championship (1 vez)[56]
- SoCal Uncensored
  - Luta do Ano (2006) vs. PAC, 18 de novembro, Pro Wrestling Guerrilla[140]
  - Luta do Ano (2007) vs. Bryan Danielson, 29 de julho, Pro Wrestling Guerrilla[141]
  - Most Outstanding Wrestler (2006, 2007)[140][142]
  - Tag Team do Ano (2006) com Quicksilver[140]
  - Wrestler do Ano(2007)[143]
- STHLM Wrestling
  - STHLM Wrestling Championship (1 vez)[144]
- Union Pro
  - DDT Extreme Division Championship (1 vez)[145]
- Westside Xtreme Wrestling
  - wXw Unified World Wrestling Championship (1 vez)[146]
  - 16 Carat Gold Tournament (2012)[88]
- Wrestling Observer Newsletter
  - Rivalidade do Ano (2010) vs. Kevin Steen[147]
- WWE
  - NXT Championship (1 vez)
  - Slammy Award de "NXT Superstar of the Year" (2014)
  - Intercontinental Championship (3 vezes)
  - Raw Tag Team Championship (1 vez) - com Kevin Owens
  - Smackdown Tag Team Championship (1 vez) - com Kevin Owens

### Lutas de apostas
| Em jogo         | Vencedor    | Perdedor    | Local                              | Data                   | Notas                                                            |
| --------------- | ----------- | ----------- | ---------------------------------- | ---------------------- | ---------------------------------------------------------------- |
| Carreira na ROH | El Generico | Kevin Steen | Cidade de Nova Iorque, Nova Iorque | 18 de dezembro de 2010 | Máscara de Generico vs. Carreira de Steen no Final Battle (2010) |